# Vallées-d’Antraigues-Asperjoc
Vallées-d’Antraigues-Asperjoc ist eine französische Gemeinde mit 852 Einwohnern (Stand 1. Januar 2022) im Département Ardèche in der Region Auvergne-Rhône-Alpes. Sie gehört zum Arrondissement Largentière und zum Kanton Aubenas-1.
Sie entstand als Commune nouvelle mit Wirkung vom 1. Januar 2019 durch die Zusammenlegung der bisherigen Gemeinden Antraigues-sur-Volane und Asperjoc, die in der neuen Gemeinde den Status einer Commune déléguée haben. Der Verwaltungssitz befindet sich im Ort Antraigues-sur-Volane.

## Gliederung
| Ortsteil                                | ehemaliger INSEE-Code | Fläche (km²) | Einwohnerzahl zum 1. Januar 2022 |
| --------------------------------------- | --------------------- | ------------ | -------------------------------- |
| Antraigues-sur-Volane (Verwaltungssitz) | 07011                 | 13,46        | 497                              |
| Asperjoc                                | 07016                 | 08,47        | 355                              |

## Lage
Nachbargemeinden sind Laviolle im Nordwesten, Mézilhac im Norden, Genestelle im Osten, Saint-Andéol-de-Vals im Südosten, Vals-les-Bains im Süden, Juvinas im Südwesten und Aizac und Labastide-sur-Bésorgues im Westen.